# هرمان آرون
هرمان آرون (بالألمانية: Hermann Aron)‏ هو فيزيائي ومهندس ألماني، ولد في 1 أكتوبر 1845 في Kępno ‏ في بولندا، وتوفي في 29 أغسطس 1913 في تشارلوتنبرغ في ألمانيا.